# Nordische Skiweltmeisterschaften 1984
Die Nordischen Skiweltmeisterschaften 1984 wurden im schweizerischen Engelberg und im finnischen Rovaniemi veranstaltet. Dabei wurden lediglich die Teamwettbewerbe in der Nordischen Kombination und Skispringen ausgetragen, da diese noch nicht Teil des olympischen Programms der Olympischen Winterspiele 1984 waren. Bei den Nordischen Skiweltmeisterschaften 1982 waren diese Wettbewerbe erstmals im Rahmen von Weltmeisterschaften ausgetragen worden. Zuvor hatte bereits bei den Nordischen Skiweltmeisterschaften 1978 ein inoffizielles Teamspringen stattgefunden.
Das Teamspringen fand in Engelberg, der Wettbewerb der Nordischen Kombination in Rovaniemi statt.

## Medaillenspiegel
| Platz | Nation           | Gold | Silber | Bronze | Gesamt |
| ----- | ---------------- | ---- | ------ | ------ | ------ |
| 1     | Finnland         | 1    | 1      | 0      | 2      |
| 2     | Norwegen         | 1    | 0      | 0      | 1      |
| 3     | DDR              | 0    | 1      | 0      | 0      |
| 4     | Tschechoslowakei | 0    | 0      | 1      | 1      |
| 4     | Sowjetunion      | 0    | 0      | 1      | 1      |

| Platz | Sportler             | Gold | Silber | Bronze | Gesamt |
| ----- | -------------------- | ---- | ------ | ------ | ------ |
| 01    | Markku Pusenius      | 1    | 0      | 0      | 1      |
| 01    | Pentti Kokkonen      | 1    | 0      | 0      | 1      |
| 01    | Jari Puikkonen       | 1    | 0      | 0      | 1      |
| 01    | Matti Nykänen        | 1    | 0      | 0      | 1      |
| 01    | Geir Andersen        | 1    | 0      | 0      | 1      |
| 01    | Hallstein Bøgseth    | 1    | 0      | 0      | 1      |
| 01    | Tom Sandberg         | 1    | 0      | 0      | 1      |
| 08    | Ulf Findeisen        | 0    | 1      | 0      | 1      |
| 08    | Matthias Buse        | 1    | 0      | 0      | 1      |
| 08    | Klaus Ostwald        | 0    | 3      | 0      | 3      |
| 08    | Jens Weißflog        | 0    | 2      | 0      | 2      |
| 08    | Rauno Miettinen      | 0    | 1      | 0      | 1      |
| 08    | Jukka Ylipulli       | 0    | 1      | 0      | 1      |
| 08    | Jouko Karjalainen    | 0    | 1      | 0      | 1      |
| 15    | Ladislav Dluhoš      | 0    | 0      | 1      | 1      |
| 15    | Vladimír Podzimek    | 0    | 0      | 1      | 1      |
| 15    | Jiří Parma           | 0    | 0      | 1      | 1      |
| 15    | Pavel Ploc           | 0    | 0      | 1      | 1      |
| 15    | Oleksandr Proswirnin | 0    | 0      | 1      | 1      |
| 15    | Alexander Majorov    | 0    | 0      | 1      | 1      |
| 15    | Ildar Garifullin     | 0    | 0      | 1      | 1      |

## Resultat Skispringen Teamwettbewerb Großschanze
- Detaillierte Ergebnisse

| Platz | Sportler         | Punkte                                                                 |       |
| ----- | ---------------- | ---------------------------------------------------------------------- | ----- |
| 1     | Finnland         | Markku Pusenius Pentti Kokkonen Jari Puikkonen Matti Nykänen           | 618,3 |
| 2     | DDR              | Ulf Findeisen Matthias Buse Klaus Ostwald Jens Weißflog                | 572,2 |
| 3     | Tschechoslowakei | Ladislav Dluhoš Vladimír Podzimek Jiří Parma Pavel Ploc                | 564,1 |
| 4     | Österreich       | Armin Kogler Richard Schallert Ernst Vettori Andreas Felder            | 561,0 |
| 5     | Jugoslawien      | Tomaž Dolar Miran Tepeš Vasja Bajc Primož Ulaga                        | 516,6 |
| 6     | Norwegen         | Ole Gunnar Fidjestøl Vegard Opaas Ole Christian Eidhammer Per Bergerud | 510,2 |
| 7     | USA              |                                                                        | 496,9 |
| 8     | BR Deutschland   |                                                                        | 490,3 |

Weltmeister 1982:  Norwegen (Johan Sætre, Per Bergerud, Ole Bremseth, Olav Hansson)
Datum: 26. Februar 1984 in Engelberg

## Resultat Nordische Kombination Teamwettbewerb 3 × 10 km
- Detaillierte Ergebnisse

| Platz | Land             | Sportler                                                | Punkte  |
| ----- | ---------------- | ------------------------------------------------------- | ------- |
| 1     | Norwegen         | Geir Andersen Hallstein Bøgseth Tom Sandberg            | 1189,46 |
| 2     | Finnland         | Rauno Miettinen Jukka Ylipulli Jouko Karjalainen        | 1186,32 |
| 3     | Sowjetunion      | Oleksandr Proswirnin Alexander Majorow Ildar Garifullin | 1183,54 |
| 4     | DDR              | Heiko Hunger Uwe Dotzauer Gunter Schmieder              |         |
| 5     | BR Deutschland   | Thomas Müller Hermann Weinbuch Hubert Schwarz           |         |
| 6     | Tschechoslowakei |                                                         |         |

Weltmeister 1982:  DDR (Uwe Dotzauer, Gunter Schmieder, Konrad Winkler)
Datum: 17. März 1984 in Rovaniemi